# Judith I
Judith I, officieel Judith und Holofernes volgens de inscriptie in de goudkleurige lijst, is een schilderij van de Oostenrijkse kunstschilder Gustav Klimt uit 1901, olieverf op doek, 84 x 42 centimeter groot. Het toont de Bijbelse Judith die de Assyrische  generaal Holofernes onthoofdde, een thema waarnaar de kunstenaar in 1909 nog een tweede versie Judith II maakte. Het werk bevindt zich in de collectie van de Österreichische Galerie Belvedere te Wenen.

## Thema
Afgebeeld wordt Judith, de Bijbelse vrouw die zich in haar mooiste kleren toegang verschafte tot het verblijf van de Assyrische  generaal Holofernes en hem vervolgens onthoofdde, omdat hij het Joodse volk onder de voet dreigde te lopen. In de  renaissance-schilderkunst en traditionele iconografie wordt Judith doorgaans afgebeeld als een vrome maar vastbesloten vrouw, die haar leven riskeert om haar volk te redden. Aan het einde van de negentiende eeuw maakten de literatuur en beeldende kunst echter een femme fatale van haar, een vrouw die genoegen beleefde aan de onthoofding van man die ze eerder had verleid, als een toonbeeld van kracht en onafhankelijkheid, en voor mannen een bedreiging.
Klimts portret is een schoolvoorbeeld van deze veranderde, moderne interpretatie van de Judith-figuur. Ze is niet langer de vechtlustige vrouw die haar volk van de vijand verlost, maar een gevreesde verleidster die haar wapens alleen maar gebruikt om te doden. Haar beeltenis is in zijn weergave omgevormd tot een erotisch, sensueel symbool, dat perfect paste in de decadente esthetische sfeer die in die tijd hoogtij vierde. Het moest vooral bij het mannelijke publiek de gedachte aanwakkeren dat de vrouwelijke seksualiteit uiteindelijk een verwoestende kracht kon hebben en tot systematische vernietiging van het mannelijke kon leiden.

## Afbeelding
Klimt beeldt Judith af tot aan haar middel, frontaal en halfnaakt, met haar linkerborst zichtbaar en de andere door een transparante stof slechts lichtjes aan het zicht onttrokken. De half geloken ogen en de openstaande mond suggereren een onmiskenbare erotiek. Dominant en met een sensuele arrogantie toont ze het rechtsonder het nog net zichtbare hoofd van Holofernes. De belichting van onderaf accentueert daarbij haar gelaatstrekken, waarmee haar zinnelijke en triomfantelijke gezichtsuitdrukking eens te meer wordt benadrukt. Opvallend is het centraal stellen van de Judith-figuur. Nergens wordt gerefereerd aan de andere aspecten van het Bijbelverhaal. Alleen het hoofd van Holofernes is als een marginaal en onbelangrijk detail nog net zichtbaar, verdrongen naar de rand van het werk. Het gaat geheel en alleen om haar en de verleidelijke maar tegelijk voor mannen desastreuse sensualiteit die ze uitstraalt.
Een belangrijk deel van de aantrekkingskracht van het werk is verder gelegen in de bijzondere decoratieve uitwerking. Judiths gezicht is weergegeven met een bijna fotografische precisie, ingebed in een achtergrond vol bladgoud, waarvan het ontwerp in omgekeerde vorm het borststuk van Pallas Athene te zien geeft. Voor de schubben liet Klimt zich inspireren door oude reliëfs van het Assyrische paleis te Ninive, die te zien waren in het Louvre. Ook Klimts voorliefde voor sieraden blijkt uit diverse ornamenten, zoals de met goud ingelegde halsband, die een scherpe scheiding aanbrengt tussen haar hoofd en haar lichaam. Het verwijst terug naar de onthoofding die ze zojuist zelf heeft bewerkstelligd bij Holofernes.
Aangenomen wordt dat de vrouw die voor Judith model stond de bankiersvrouw Adele Bloch-Bauer was, Klimts mecenas en maîtresse, die in de periode 1907-1912 ook nog enkele malen voor hem poseerde. Met zekerheid is dit nooit vastgesteld, maar de halsketting met juwelen is hoe dan ook dezelfde als die Bloch draagt op het eerste portret dat Klimt in 1907 van haar schilderde. De overspelige relatie tussen hen beiden zou rond 1900 begonnen zijn en verklaart mogelijk de grote erotische lading van het werk, dat uitgroeide tot een van de meest iconische werken uit het begin van de twintigste eeuw.
Van maart tot en met juni 2016 was het schilderij door het Belvedere in bruikleen gegeven aan het Gemeentemuseum Den Haag, als dank voor het op haar beurt door het gemeentemuseum in bruikleen geven van Schieles Portret van Edith, dat eerder maandenlang in Museum Belvedere werd getoond. Het werk van Klimt en Schiele wordt beschouwd als thematisch en qua stijl nauw verbonden.

## Galerij

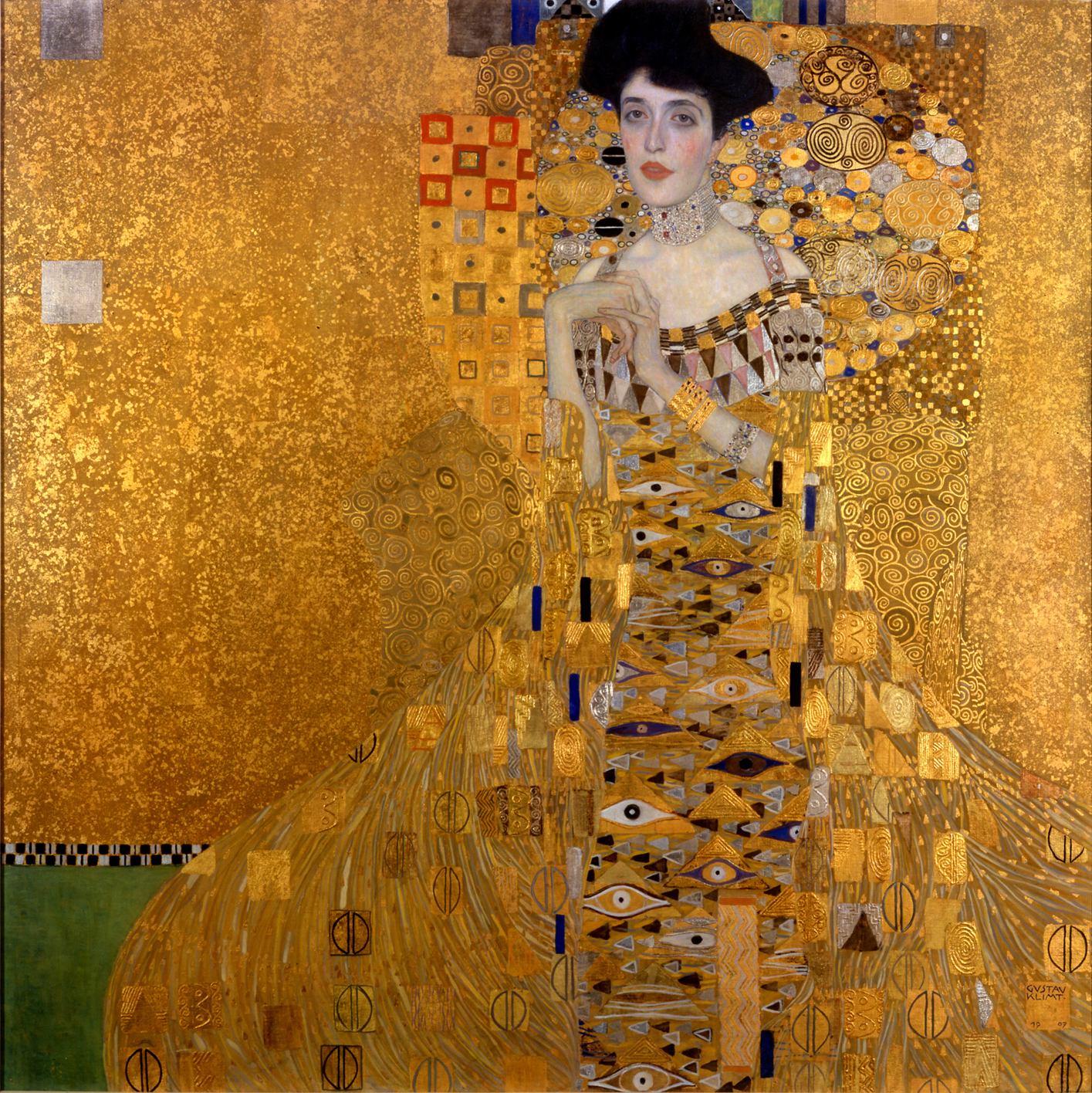
Portret van Adèle Bloch-Bauer I, 1907
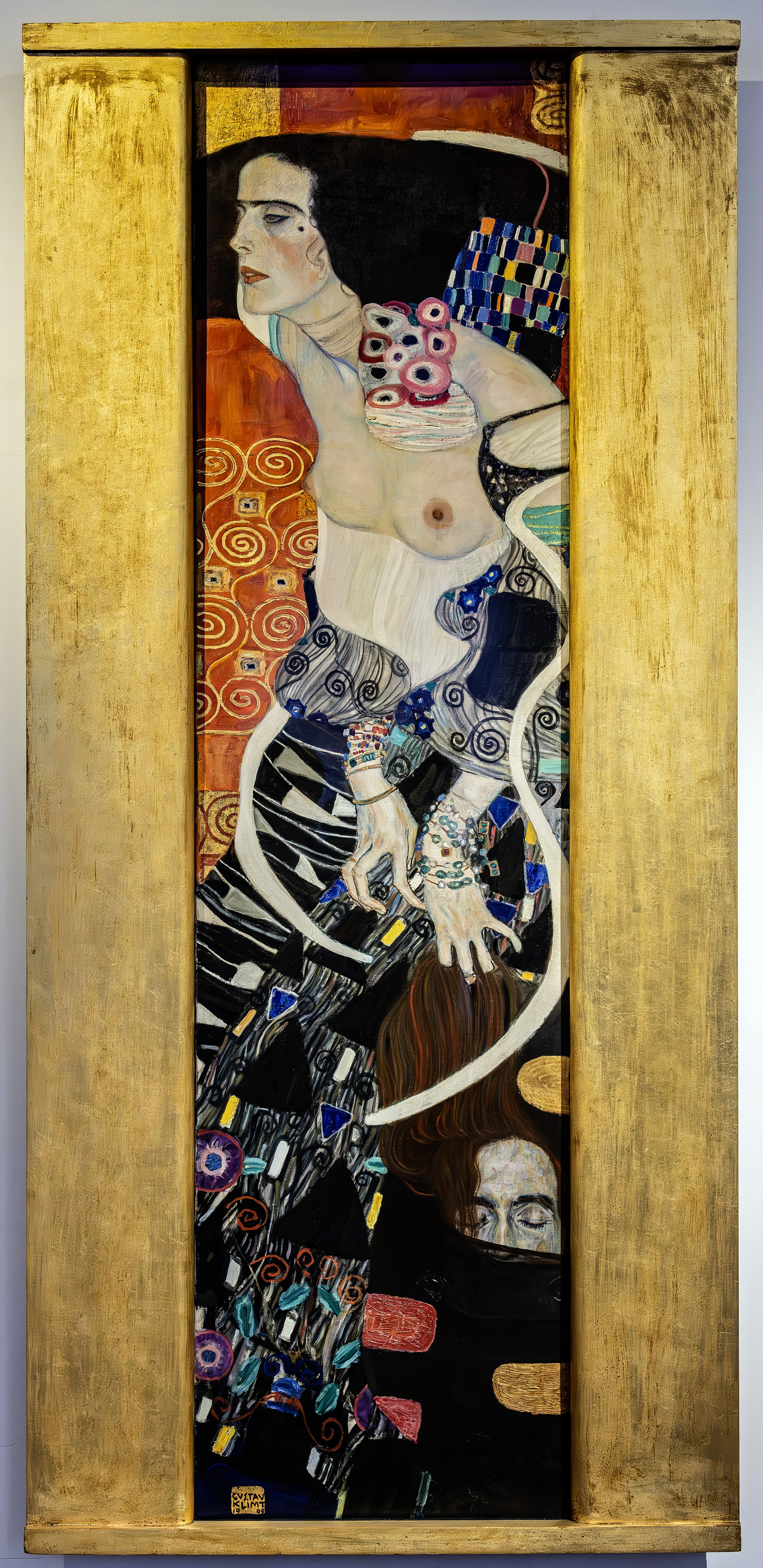
Judith II, 1909
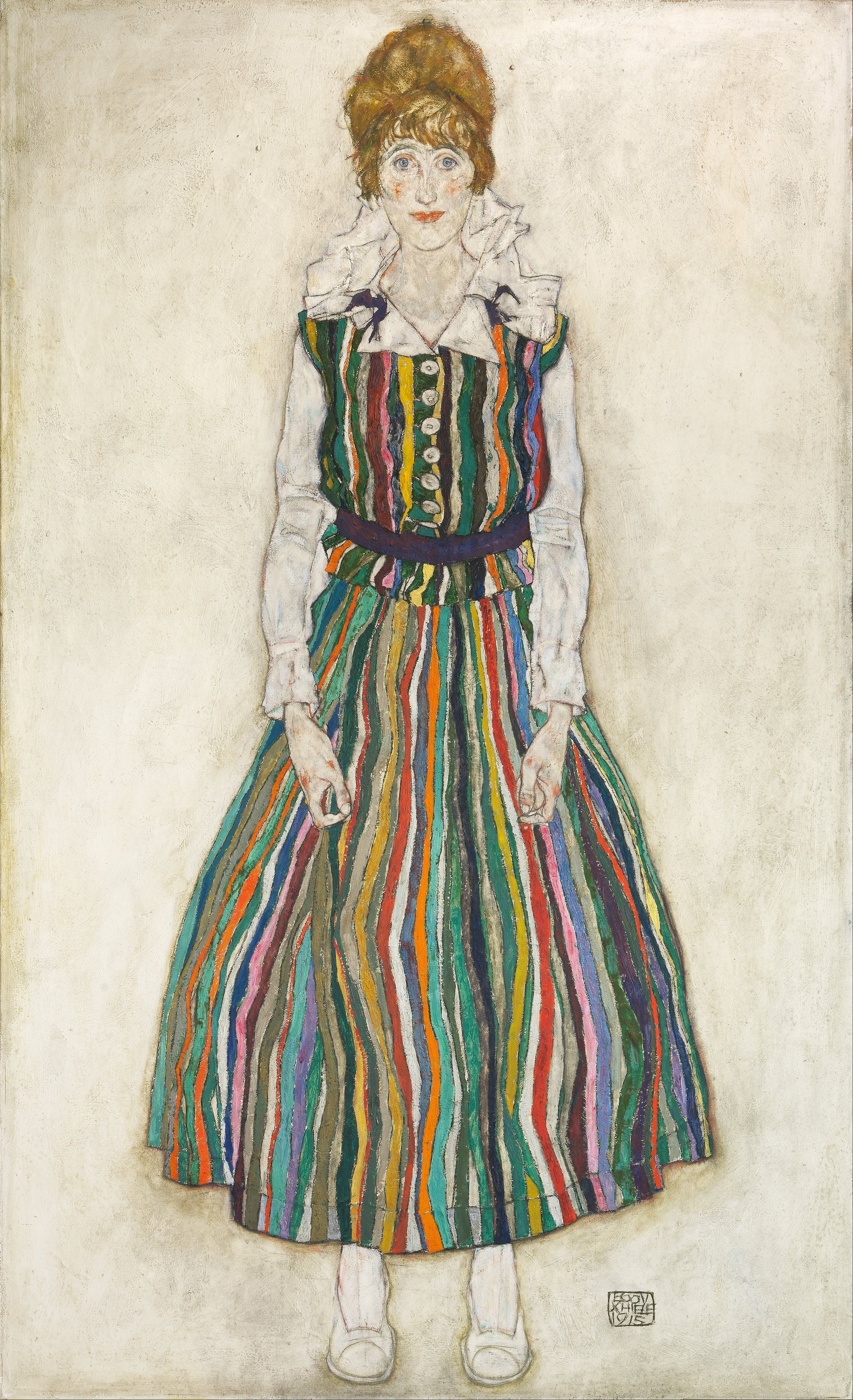
Schieles Portret van Edith, 1915